# Češljari
Češljari (cyr. Чешљари) – wieś w Czarnogórze, w gminie Cetynia. W 2011 roku liczyła 6 mieszkańców.